# Wenn du ok Plattfööt hest
Wenn du ok Plattfööt hest är det tredje musikalbumet av den tyska popduon De Plattfööt.

## Låtlista
1. Hallo ahe
2. Holiday up'n Molli an de See
3. In 80 Tagen um die Welt
4. Souvenirs
5. Paddelboot
6. Hiddensee
7. Wann ward dat Wäder wedder bäder
8. Wenn du ok Plattfööt hest
9. Herr Kammersänger
10. Ick bruck di för mi
11. Beate
12. Wi hemm ja noch uns
13. Fernseh'n
14. 100 Jahr old